# ديفيد مارشال ماسون
ديفيد مارشال ماسون (بالإنجليزية: David Marshall Mason)‏ هو مصرفي وسياسي بريطاني (وحمل سابقاً جنسية المملكة المتحدة لبريطانيا العظمى وأيرلندا)، ولد في 7 ديسمبر 1865 في المملكة المتحدة، وتوفي في 19 مارس 1945. حزبياً، نشط في الحزب الليبرالي وNational Liberal Party (UK, 1931) ‏. في الانتخابات العمومية البريطانية في ديسمبر 1910 ‏، انتخب عضو برلمان المملكة المتحدة الـ30 عن دائرة Coventry (UK Parliament constituency) ‏ (3 ديسمبر 1910 – 25 نوفمبر 1918) وفي الانتخابات العامة في المملكة المتحدة 1931 ‏، انتخب عضو برلمان المملكة المتحدة الـ36 عن دائرة Edinburgh East ‏ (27 أكتوبر 1931 – 25 أكتوبر 1935).